# Saronno Softball
Il Saronno Softball Baseball (denominazione assunta a partire dal 2023) è una squadra di softball (serie A1) e baseball (serie C) con sede a Saronno, nella provincia di Varese.

## Storia
Il Saronno Softball nacque nel 1973. Nel 1987 arriva la prima promozione della società nella massima serie Italiana di Softball. Nel 1999 la squadra ottiene una seconda promozione in Serie A con la successiva retrocessione nel campionato 2002.
La nuova promozione in A1 arriva al termine del campionato 2015, al termine di una tiratissima serie contro L'Unione Fermana: 1-1 dopo le prime due gare disputate  a Montegranaro (3:2 per Saronno in gara 1, sconfitta 5:9 nella seconda). A Saronno le avversarie si portano sul 2-1 vincendo gara 3 per 6:5. Con le spalle al muro le saronnesi reagiscono e riescono ad aggiudicarsi  la quarta partita per 8:7 .
La decisiva gara 5, prevista per il giorno dopo, viene però rinviata alla settimana successiva a causa delle avverse condizioni meteo. Sabato 19 settembre 2015 va così in scena la partita che è un vero e proprio spareggio e che Saronno si aggiudica per 4:0 facendo finalmente ritorno nella massima serie che mancava da 13 anni.
Nel 2021 la Inox Team vince il girone di Regular Season (la formula prevedeva due raggruppamenti con una fase intergirone). In semifinale si trova di fronte la Poderi del Nespoli Forlì. Dopo le prime due gare giocate a Forlì il 18 settembre la serie è sull'1-1 (10:2 per Saronno in 1, 5:0 per le forlivesi gara 2). Gara 3 e 4 giocate al Comunale di Saronno la settimana successiva vedono un netto predominio della Inox Team: 10:2 al sesto inning e 7:0 al quinto parlano chiaro. Ma ... un cavillo burocratico per una questione di tesseramenti ed il conseguente ricorso della società romagnola, obbligano il Giudice Sportivo a decretare il passaggio a tavolino delle ospiti ed eliminare il Saronno dalla finale conquistata sul campo. 
Nel 2022 la Inox Team vince la Coppa delle Coppe contro Olympia Haarlem per 3-2 (torneo giocato a Viladecans - Spagna) e alla fine del campionato si laurea Campione d'Italia per la prima volta nella sua storia battendo MKF Bollate Softball per 3-0 nella finale scudetto (6:5 e 1:0 a Bollate, 8:6 in gara 3 disputata a Saronno il primo ottobre). Sempre nel 2022 vince la sua prima Coppa Italia battendo la Rheavendors Caronno per 1:0 nella finale disputata a Saronno sabato 8 ottobre. (in semifinale la nero azzurre avevano sconfitto per 1:0 le Blue Girls Pianoro mentre Caronno aveva avuto la meglio sul Bollate Softball per 5:4)
Il 2023 è segnato dalla fusione tra il Saronno Softball ed il Saronno Baseball Società che già condividono l'impianto di via Ungaretti/De Sanctis. Nasce così il Saronno Softball Baseball
Saronno Softball si ripete vincendo la Coppa Italia 2023: questa volta il campo designato per le Final Four è quello di Casteldebole, Bologna (si gioca sabato 2 settembre): dopo aver battuto in semifinale le padrone di casa del Pianoro per 2:1, la Inox Team sconfigge in finale la MKF Bollate Softball per 2:0. 
Semi delusione in Coppa Campioni (Premiere Cup) organizzata proprio a Saronno: dopo un a buona fase di qualificazione nella  finale di sabato 26 agosto le saronnesi sbagliano completamente approccio alla partita e vengono sconfitte dalle forti olandesi dell'Olympia Haarlem con un netto 6:0. 
In campionato dopo il secondo posto in regular season (record 30-6 a pari merito con Bollate ma in svantaggio negli scontri diretti), la squadra arriva scarica ed esce in 3 gare contro Forlì (0:7 e 4:8 al Buscherini, 1:6 al Comunale nella gara 3 del 16 settembre)   
La Inox Team per la terza volta consecutiva fa sua la Coppa Italia anche nell'edizione 2024. Il 22 giugno è "Buscherini" di Forlì ad ospitare la Final Four. Saronno batte agevolmente Caronno in semifinale per 10:0; con lo stesso punteggio Bollate Softball va in finale sconfiggendo l'Italposa Forlì. L'atto conclusivo vede di fronte Inox Team e MKF: Saronno conquista il Trofeo con il punteggio di 5:0.
Incredibile la sconfitta in finale di coppa delle Coppe (WSCWC 2024): la Inox avanti 4:0 ad inizio 6° inning ed ancora 4:1 con 2 out nel settimo non riesce a chiudere la partita e subisce la rimonta delle padrone di casa Sparks Haarlem che conquistano la coppa.
In campionato una Inox Team con molti problemi, dopo aver eliminato a fatica in 5 gare la Italposa Forlì ed aver perso le prime due gare a Saronno contro la MKF Bollate (1:4 e 3:5), rimonta fino al 2:2 andando a restituire il favore alle rosso blu al campo di Ospiate di Bollate andando a vincere gara 3 e 4 rispettivamente per 11:5 e 2:1. La decisiva gara 5 giocata come di tradizione la domenica mattina alle 11 (è il 6 ottobre) è tirata ed un paio di imprecisioni del Saronno lasciano lo scudetto al Bollate Softball (per la cronaca la partita finisce 2:0)  

## Palmarès

### Competizioni nazionali
- Campionati italiani: 1

2022
- Coppe Italia: 3

2022,2023,2024

### Competizioni internazionali
- Coppe delle Coppe: 1

2022